# Художник (повесть)
«Художник» — автобиографическая повесть Тараса Шевченко, написанная на русском языке 25 января — 4 октября 1856 года в Новопетровском укреплении. В повести «Художник» Шевченко продолжает разрабатывать тематику судьбы талантливого крепостного, начатую им в повестях «Варнак» и «Музыкант». В первой части повествование повести идёт от имени художника, образ которого автобиографический. Во второй части Шевченко добавил трагическую развязку, основанную на реальных фактах из жизни некоторых его друзей и коллег-художников.
Впервые произведение упомянуто в сообщении М. М. Лазаревского о продаже рукописей русских повестей Шевченко 1856 году, и опубликовано в 1887 году в журнале «Киевская старина». В отличие от других повестей Шевченко, «Художник» отличается автобиографичностью, поэтому является важным источником сведений о биографии Шевченко в период пребывания в Петербурге и обучения в Академии художеств.
Повесть интересна яркими характеристиками выдающихся деятелей культуры того времени — благотворителей Шевченко: К. П. Брюллова, А. Г. Венецианова, В. А. Жуковского, М. Ю. Виельгорского, а также его современников и друзей — В. И. Штернберга, Г. К. Михайлова, П. Ф. Соколова и других.
Повесть впервые была переведена на украинский язык в 1895 году Александром Кониским. Переводчиком повести также был Иеремия Айзеншток в 1928 году.